# أوليغ نوفيتسكي
أوليغ نوفيتسكي (بالبيلاروسية: Алег Віктаравіч Навіцкі)‏ (و. 1971 – م) هو مستكشف، ورائد فضاء من روسيا . ولد في Chervyen’.

## ريادة الفضاء
شارك في المهمات الفضائية:
- البعثة 33
- Soyuz TMA-06M
- البعثة 34
- البعثة 50.

## جوائز
حصل على جوائز منها:
- بطل الاتحاد الروسي (وسام).